# Alphonse Milne-Edwards
Alphonse Milne-Edwards, född 13 oktober 1835 i Paris, död där 21 april 1900, var en fransk zoolog och paleontolog; son till Henri Milne-Edwards.
Milne-Edwards blev medicine doktor 1859 och anställdes samma år som assistent hos sin far och 1865 som professor i zoologi vid den farmaceutiska institutet. Han övertog 1876 faderns lärartjänst vid Muséum national d'histoire naturelle i Jardin des plantes och 1891 dess direktör. Han var ledamot av Académie des sciences (1877) och svenska Vetenskapsakademien (1885).
Han deltog i de vetenskapliga djuphavsundersökningar, som 1880-83 företogs i Medelhavet och i östra Atlanten, och utgav, dels ensam, dels tillsammans med andra, åtskilliga verk om dessa undersökningars resultat. Vidare skrev han Recherches anatomiques et paléontologiques pour servir à l’histoire des oiseaux fossiles de la France (två band, 1866) samt en rad avhandlingar om de stora, av människan utrotade fåglarna på Maskarenerna och på Madagaskar; vidare Recherches sur la famille des chevrotains (1864), Histoire des crustacés podophthalmaires fossiles (1861) samt ett mycket stort antal mindre avhandlingar om kräftdjur, däggdjur och fåglar. Av Alfred Grandidiers stora verk, L’histoire physique, naturelle et politique de Madagascar, utgav han ensam "Däggdjuren" (fyra band, 1875-97), medan "Fåglarna" (fyra band, 1876-79) skrevs i samarbete med Grandidier.